# Magnus Jakobsson
Magnus Jakobsson, född 1975, är en svensk copywriter.
Jakobson är uppvuxen i Göteborg och har en fil kand i litteraturvetenskap från Göteborgs universitet. Jakobsson flyttade därefter till Stockholm och utbildade sig till copywriter på Berghs med examen år 2000. Han fick först jobb på Dallas Sthlm. Därefter gick han vidare till byrån St Luke's i London. Han har också varit musikredaktör för tidningen Vice i Sverige och copywriter på byrån Starring. Han var senare på Saatchi & Saatchi i Stockholm.
År 2007 gick Jakobsson vidare till DDB Stockholm. Där var partner och under en tid creative director. Han lämnade DDB mot slutet av 2015. Istället blev han creative director på Åkestam Holst.
I maj 2019 lämnade han Åkestam Holst. Istället startade han den nya byrån JR (uttalat "junior") tillsammans med art directorn Evelina Rönnung. Denna byrå lades ner efter några månader.
Jakobsson har fått internationella utmärkelser. Han har vunnit guldägg 2004 för Spray, 2008 för Försvarsmakten och McDonald's, 2010 för McDonald's, 2015 för Uniforms for the Dedicated, 2017 för Ikea och Refugee Phones, 2018 för Ikea, Europride och IM. Han var också huvudordförande för hela Guldägget 2017. I april 2019 fick han reklambranschens hedersutmärkelse Platinaägget.